# Salome (1953)
Salome ist ein US-amerikanischer Monumentalfilm von William Dieterle aus dem Jahr 1953 mit Rita Hayworth, Stewart Granger und Charles Laughton in den Hauptrollen. Als literarische Vorlage diente Oscar Wildes Drama Salomé (1891).

## Handlung
In der römischen Provinz Galiläa herrscht 30 n. Chr. König Herodes Antipas zusammen mit Königin Herodias, die einst mit dessen Bruder verheiratet war, aber aus Machtgier zum Schwager übergewechselt ist. Zu dieser Zeit verkündet Johannes der Täufer im Heiligen Land dem Volk die Ankunft des Messias und wettert gleichzeitig gegen das schamlose und verschwendungssüchtige Herrscherpaar. Herodias befürchtet, der Prophet könne die Bevölkerung gegen sie aufwiegeln und sie vom Thron stürzen. Sie bittet daher Herodes, die Hinrichtung des Johannes zu veranlassen. Herodes will sich ihrem Wunsch jedoch nicht fügen, wurde ihm einst doch geweissagt, dass der Mörder des Propheten qualvoll sterben werde.
Weitab im kaiserlichen Rom lebt seit ihrer Kindheit Prinzessin Salome, die Tochter der Herodias aus erster Ehe. In der ewigen Stadt ist sie zu einer schönen Frau mit zahlreichen Verehrern herangereift. Sie selbst liebt den römischen Aristokraten Marcellus Fabius. Doch als Salome Kaiser Tiberius um Erlaubnis bittet, Marcellus heiraten zu dürfen, wird sie als Barbarin des Römers unwürdig befunden und nach Galiläa verbannt. Nun soll sie auf einem Schiff die Heimreise antreten, auf dem sich auch der römische Kommandant Claudius befindet, der als Prokonsul dem Präfekten Pontius Pilatus im Heiligen Land zur Seite stehen will. Die auffällige Schönheit Salomes fasziniert Claudius. Doch zu stolz, einem Römer erneut ihr Herz zu schenken, verweigert sich Salome zunächst sämtlichen Annäherungsversuchen.
Als Salome und Claudius gemeinsam im Palast des Herodes eintreffen, ist dieser sofort vom Liebreiz seiner Stieftochter eingenommen. Sich der lüsternen Begierden ihres Gatten bewusst, versucht Herodias daraufhin, Salome in ihre Pläne gegen Johannes den Täufer einzuspannen. Da Salome den flehenden Worten ihrer Mutter besorgt Glauben schenkt, will sie Claudius überreden, den Täufer gefangen zu nehmen. Claudius weigert sich jedoch, ihr Ansinnen in die Tat umzusetzen. Er wurde einst von Johannes bekehrt und steht in dessen Schuld. Als Herodias einsieht, dass sie ihrem Ziel nicht näherkommt, befiehlt sie ihrem Diener Micha, Johannes hinterrücks zu ermorden. Doch der Plan missglückt. Herodes beschließt in der Folge, Johannes in Schutzhaft zu nehmen, woraufhin die Anhänger des Propheten rebellieren und beginnen, die Palasttore zu besetzen.
Da Herodias nun ihr eigenes Leben bedroht sieht, greift sie entschlossen zum letzten Mittel. Ihre Tochter soll vor dem König tanzen und damit den Kopf des Johannes fordern. Bestürzt über diesen Vorschlag – wird doch eine Frau, die vor dem König tanzt, zwangsläufig dessen Geliebte – sucht Salome Trost bei Claudius. Dieser bringt sie zu Johannes in den Kerker, wo ihnen der Prophet von den Wundern des Messias berichtet. Aus Angst, Herodes könne Johannes nun tatsächlich hinrichten lassen, wenn er erfährt, dass nicht Johannes, sondern der Messias der eigentliche Retter der Gläubigen ist, entschließt sich Salome, den Tanz der Sieben Schleier bei den Feierlichkeiten zu Herodes’ Geburtstag vorzuführen. Sie erhofft sich, damit die Freilassung des Johannes zu erwirken.
Wie gebannt schaut Herodes auf seine Stieftochter, als diese vor aller Augen beginnt, ihre Schleier im Takt der Trommeln abzustreifen. Herodias bemerkt die Begierde in seinen Augen und sieht ihre Chance gekommen. Als er erklärt, dass er sein halbes Königreich für eine Nacht mit Salome hergeben würde, fordert Herodias das Haupt des Täufers. Vor Verlangen übermannt, willigt Herodes schließlich ein. Als Salome sich anschickt, ihren letzten Schleier fallen zu lassen, entweicht ihr ein Schrei des Entsetzens beim Anblick von Johannes’ Kopf auf einem Silbertablett. Während Herodias zufrieden ist, flieht Salome weinend in die Arme des Claudius. Gemeinsam verlassen sie den Palast und werden treue Anhänger von Jesus Christus.

## Hintergrund
William Dieterles Salome war die erste Bibelverfilmung Hollywoods, für die die Außenaufnahmen, die von März bis April 1952 entstanden, an Originalschauplätzen in und um Jerusalem gedreht wurden. Die Innenaufnahmen wurden vom 20. Juni bis 29. August 1952 in den Columbia Studios in Los Angeles vorgenommen. Als literarische Vorlage diente neben der Bibel Oscar Wildes Drama Salomé (1891), das in England seinerzeit von der Zensur verboten und erst 1894 mit Sarah Bernhardt in der Titelrolle in Paris uraufgeführt worden war.
Um das Image seines größten Stars Rita Hayworth nicht zu gefährden, ließ Harry Cohn, der Studioboss von Columbia Pictures, die biblische Geschichte über die jüdische Prinzessin Salome und Johannes den Täufer umschreiben. Im Film führt Salome deshalb den legendären „Tanz der Sieben Schleier“ nicht vor, um den Kopf des Johannes auf einem Silbertablett zu verlangen wie in Wildes Drama, sondern um dem Propheten das Leben zu retten. Historisch falsch ist zudem ein Detail der Kulisse. In einer Szene des Films ist der Felsendom zu sehen, der allerdings erst gut 600 Jahre nach der Herrschaft des Herodes erbaut wurde.
Bei Salomes „Tanz der Sieben Schleier“ streift Hayworth sechs ihrer sieben Schleier ab. Als erstes einen schwarz-goldenen, danach einen blauen mit silbernen Verzierungen, gefolgt von Schleiern in Violett, Rot, Orange und Gelb. Der siebte Schleier ist hautfarben und suggeriert die Nacktheit Hayworths. Columbias Chef-Designer Jean Louis kreierte dieses Kostüm und erfand hierfür die Körperstrumpfhose aus hautfarbenem Nylon. Der Tanz selbst wurde choreografiert von Valerie Bettis, die eine der wenigen weiblichen Choreografen im Hollywood der 1950er Jahre war und bereits 1952 mit Hayworth für die Tänze in Affäre in Trinidad zusammengearbeitet hatte.
Salome wurde am 13. Februar 1953 in den Vereinigten Staaten uraufgeführt, wo das Bibeldrama in der Folge zu den zehn erfolgreichsten Filmen des Jahres gehörte. Die Kritiker zeigten sich jedoch nur wenig begeistert. Auch Hauptdarstellerin Rita Hayworth soll vom Film vor allem wegen des schlechten Drehbuchs wenig angetan gewesen sein. In Deutschland kam Salome erstmals am 20. August 1953 im Universum Stuttgart in die Kinos. Im Jahr 2009 erschien der Film auf DVD.

## Kritiken
„Künstlerisch unterdurchschnittlicher Monumentalfilm, der biblische Motive und Figuren nach Belieben zu einer erfundenen, auf Dauer ermüdenden Geschichte zusammenwürfelt“, urteilte das Lexikon des internationalen Films.
Für Gerald Peary war Salome in Rita Hayworth. Ihre Filme – ihr Leben „die Bibel à la Hollywood, Schmalz und fauler Zauber, mit Darstellern die ihre Gesichter unter Kontrolle halten müssen, während sie in dümmlichen Kostümen durch das Geschehen hüpfen“. Cinema zufolge sei es „[f]ast schon witzig, wie die blutige Bibel-Legende zum sittlichen Hollywood-Kitsch umgebogen wird: Das grausame Luder, das sich Johannes’ Kopf auf dem Silbertablett servieren lässt, wird hier zum Engel der Nächstenliebe“. Das Urteil lautete daher: „Ohne Ritas flotte Tanzeinlage wäre der Film schon lange vergessen.“
Bosley Crowther von der New York Times nannte den Film seinerzeit „eine üppige Anhäufung historischer Halbwahrheiten und Verfälschungen, pseudoreligiöser Prahlerei und von einfach nur platt angedeutetem Sex“. Rita Hayworth stehe als „Objekt“ im Zentrum der Aufmerksamkeit und „der Moment ihrer größten Herrlichkeit“ sei ihr Tanz für den König, „einer Art diskreter Striptease-Version vom ‚Tanz der Sieben Schleier‘“. Dabei zeige Hayworth „eine lebhafte Vorstellung – lebhafter zumindest als das, was sie zuvor im Film darbietet“.
Craig Butler vom All Movie Guide befand rückblickend, dass Hayworth und Salome „füreinander bestimmt“ gewesen seien und es „egal“ sei, „wie viel albernen Dialog oder unfassbaren Hollywood-Kitsch man durchstehen muss, solange der ‚Tanz der Sieben Schleier‘ dies wieder wettmacht“. Für Hayworth lohne sich das Anschauen, zumal sie auch „den Rest ihrer Interpretation geschickt handhabt“. Auch seien „der ölig-schmierige und köstliche Charles Laughton und die hinterhältig-boshafte und ebenso köstliche Judith Anderson […] gewinnbringend in ihrem übertriebenen Spiel“. William Dieterles Regie sei jedoch „schwerfällig“, was laut Butler „unter den Umständen verständlich“ sei, doch hätte sie dennoch mehr Fantasie gebrauchen können. Dank „erfreulich greller Farbe“ sei der Film am Ende „ein Fest, auch wenn er von hoher Kunst weit entfernt ist“.

## Deutsche Fassung
Die deutsche Synchronfassung entstand 1953 in Berlin.
| Rolle               | Darsteller       | Synchronsprecher |
| ------------------- | ---------------- | ---------------- |
| Salome              | Rita Hayworth    | Eleonore Noelle  |
| Kommandant Claudius | Stewart Granger  | Curt Ackermann   |
| König Herodes       | Charles Laughton | Bum Krüger       |
| Kaiser Tiberius     | Cedric Hardwicke | Werner Hinz      |
| Johannes der Täufer | Alan Badel       | Wolfgang Büttner |
| Pontius Pilatus     | Basil Sydney     | Hans Hinrich     |
| Marcellus Fabius    | Rex Reason       | Arnold Marquis   |
| Kapitän Quintus     | Michael Granger  | Erik Jelde       |
| Hauptmann der Wache | Mickey Simpson   | Wolf Ackva       |